# Kiribati
Kiribati [kɪrɪˈbɑːtɪ] (kiribatiska: Ribaberikin Kiribati, uttalas "Kiribass"), officiellt Republiken Kiribati, är en östat belägen i det centrala tropiska Stilla havet. Öarna i de tre ingående ögrupperna – Gilbertöarna, Phoenixöarna och Line Islands – är alla låga korallöar. Kiribati är beläget på båda sidor av ekvatorn och gränsar till datumgränsen i öster. Namnet Kiribati är ett lokalt uttal av "Gilberts", som kommer från huvudögruppen, Gilbertöarna.

## Historia
Gilbertöarna beboddes av mikronesier långt innan de upptäcktes av européer. Butaritari upptäcktes av spanjoren Pedro Fernández de Quirós i december 1605. Brittiske Thomas Gilbert och John Marshall seglade genom området 1788. År 1820 namngav den i rysk tjänst estlandsfödde Adam Johann von Krusenstern öarna îles Gilbert, och Gilbertöarna blev tillsammans med Elliceöarna slutligen ett brittiskt protektorat 1892. I januari 1916 införlivades Gilbert och Elliceöarna i det Brittiska Västra Stillahavsterritoriet.
Under andra världskriget ockuperades öarna åren 1941 till 1943 av Japan. USA erövrade området i november 1943 under slaget om Tarawa (Operation Galvanic). Efter kriget återgick öarna under brittisk överhöghet. 1971 erhöll öarna autonomi och den 12 juli 1979 självständighet under namnet Kiribati. Samma år avstod USA ögrupperna Phoenixöarna och Linjeöarna till Kiribati. År 1995 deklarerade Kiribati att hela dess territorium har samma datum som Gilbertöarna, även Phoenix- och Linjeöarna som då låg på andra sidan den internationella datumgränsen, vilket gjorde att denna gräns flyttades till att gå runt Kiribati.

## Geografi

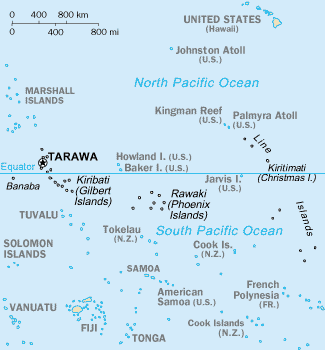
Karta över Kiribati.

Kiribati består av tre ögrupper med omkring 32 atoller och en ö, varav 21 är bebodda. Ögrupperna är
- Gilbertöarna: 16 atoller, lokaliserade ungefär 1500 km norr om Fiji.
- Phoenixöarna: åtta atoller och korallöar, lokaliserade ungefär 1800 km sydöst om Gilbertöarna.
- Linjeöarna: åtta atoller och ett rev, lokaliserade ungefär 3300 km öst om Gilbertöarna.
- Banaba: en isolerad ö som ligger mellan Nauru och Gilbertöarna

Öarna har en sammanlagd landareal om cirka 811 km² men en total riksyta på cirka 5,2 milj. km².

### Topografi och hydrografi
Den högsta höjden är en namnlös plats på Banaba på 81 meter över havet. Huvudatollen Tarawa är administrativt huvudsakligen uppdelad på North Tarawa och South Tarawa av vilka den sistnämnda fungerar som huvudstad, där de flesta förvaltningsbyggnader finns på ön Bairiki.
Banaba är en rest korallö som en gång var rik på fosfater, men det mesta fördes bort innan Kiribati blev självständigt. Resten av Kiribati består av atoller och korallöar, som stiger som mest ungefär två meter över havet. Marken är tunn, vilket gör det svårt att odla. Kiritimati på Line Islands är världens största atoll, och dess 388 km² står ensamt för nästan halva Kiribatis landareal.
Kiribati är världens östligaste land efter 1995 års ändring av datumgränsen.[källa behövs]

### Klimat
Kiribati har ett tropiskt klimat, det vill säga varmt och fuktigt. Regnperioden varar från december till april och tyfoner kan uppträda när som helst under året, men är vanligast från november till mars.[källa behövs]

### Växtliv
De är korallöar och tillväxten är cirka 4 mm per år.[källa behövs]

### Miljöproblem
Vissa laguner är mycket förorenade eftersom de har använts som soptippar.[källa behövs]

## Styre och politik
Enligt författningen från 1979 är Kiribati en självständig nation och medlem i Samväldet. Landets president fungerar både som stats- och regeringschef och väljer själv regeringens ministrar. Presidenten utses genom allmänna val vart fjärde år, efter att parlamentets ledamöter nominerat tre till fyra kandidater. En president kan sitta i högst tre mandatperioder, var och en på fyra år.
Parlamentet består av 44 valda ledamöter med en mandatperiod på fyra år, samt en särskild representant för banabanerna. Efter omfattande brittisk fosfatbrytning blev korallön Banaba obeboelig, och dess invånare flyttades till Fiji. Författningen garanterar att banabanerna, som nu är fijianska medborgare, har rätt att återvända till Banaba och återfå sin mark. Kiribati saknar formella politiska partier, och parlamentsledamöterna är antingen oberoende eller organiserade i lösa grupperingar. Efter valet 2020 var fyra av de 44 valda ledamöterna, motsvarande 9 procent, kvinnor.
Parlamentet "Maneaba ni Maungatabu" har sitt säte i Södra Tarawa på Tarawa. Kiribati har inga militära styrkor; Australien och Nya Zeeland anlitas för försvaret. 

### Presidenter
- 1979-82 Ieremia Tabai
- 1982-83 Rota Onorio
- 1983-91 Ieremia Tabai
- 1991-94 Teatao Teannaki
- 1994 Tekiree Tamuera
- 1994 Ata Teaotai
- 1994-2003 Teburoro Tito
- 2003 Tion Otang
- 2003-2016 Anote Tong
- 2016- Taneti Mamau

### Administrativ indelning
- Enheter (uppdelade i tre distrikt): Gilbertöarna, Linjeöarna, Phoenixöarna
- Distrikt (uppdelade i ö-råd): Banaba, Centrala Gilbertöarna, Linjeöarna, Norra Gilbertöarna, Södra Gilbertöarna, Tarawa
- Ö-råd (ett för varje bebodd ö): Abaiang, Abemama, Aranuka, Arorae, Banaba, Beru, Butaritari, Kanton, Kiritimati, Kuria, Maiana, Makin, Marakei, Nikunau, Nonouti, Onotoa, Tabiteuea, Tabuaeran, Tamana, Tarawa, Teraina.

## Ekonomi och infrastruktur

### Näringsliv

#### Jord- och skogsbruk, fiske
De främsta näringarna i Kiribati är jordbruk, som främst bedrivs för självhushåll, och lokalt fiske. Den torra och näringsfattiga jorden begränsar odlingen, och de vanligaste grödorna inkluderar bananer, frukter från kokospalmer och pandanuspalmer, papaya samt brödfrukt. Under 1980-talet var kopra den enda exportprodukten från jordbruket, men dess inkomster var osäkra på grund av återkommande torka och varierande världsmarknadspriser. Under 1990-talet tillkom sjögräs som en ny exportvara, odlat för export till Danmark, vilket kompletterade kopran. Med hjälp av internationellt bistånd har även kommersiellt fiske, särskilt av tonfisk, börjat utvecklas.

#### Industri
Industrisektorn är begränsad. På Tarawa etablerades 1990 ett mindre produktionscenter för varor som kläder, skor och möbler.

#### Tjänster och turism
Turismen, som också växer, bidrar med cirka 20 procent av BNP. År 1995 inledde Kiribati ett samarbete med Tuvalu, Nauru och Marshallöarna för att skapa ett gemensamt flygbolag och stimulera turismen. Trots ambitioner att öka turismen är landet svårtillgängligt, och antalet besökare, cirka 5 000 per år, förväntas bara öka långsamt. Insatser görs dock för att locka fler besökare, bland annat genom att öppna flera historiska platser från andra världskriget.

### Handel
Handelsbalansen har haft ett växande underskott sedan 1980- och 90-talen. Exporten, som främst består av kopra, kokosnötter, fisk, fiskprodukter och sjögräs, går huvudsakligen till Frankrike, Japan och USA. Importen kommer främst från Australien, Fiji och Japan och omfattar livsmedel, maskiner och transportmedel. Förutom exportintäkter genererar licensavgifter från utländska fiskeflottor – exempelvis från Taiwan, Sydkorea och Japan – viktiga inkomster.

### Infrastruktur

#### Transporter
Flygplatsen på Kiribati heter Bonriki Airport

## Befolkning

### Demografi

#### Urbanisering
Den största delen av befolkningen bor på Gilbertöarna, där alla öar är bebodda. Majoriteten lever på Tarawa-atollen, där huvudstaden South Tarawa hade 63 400 invånare år 2020. I Phoenixöarna är endast ön Kanton (eller Abariringa) bebodd, med 61 invånare enligt en folkräkning år 2000.
I Kiribatis del av Lineöarna är atollerna Teraina (tidigare Washington), Tabuaeran (tidigare Fanning) och Kiritimati (tidigare Julön) bebodda, med totalt 8 800 invånare år 2005. På ön Banaba (tidigare Ocean Island) bodde det 268 personer år 2015.

#### Minoriteter
Nästan hela befolkningen består av mikronesier, men det finns mindre grupper av polynesier, kineser och européer på vissa öar.

### Språk
Engelska är det officiella språket, men även austronesiska språk talas i landet.

### Religion
Cirka 96 procent av befolkningen är kristna. Av dessa tillhör 57 procent den romersk-katolska kyrkan och 31 procent är protestanter, huvudsakligen kongregationalister. Den största religiösa minoriteten är bahaier.

## Internationella rankningar
| Organisation                                | Undersökning                   | Rankning   |
| ------------------------------------------- | ------------------------------ | ---------- |
| Heritage Foundation/The Wall Street Journal | Index of Economic Freedom 2019 | 168 av 180 |
| Reportrar utan gränser                      | Pressfrihetsindex 2019         | N/A        |
| Transparency International                  | Korruptionsindex 2018          | N/A        |
| FN:s utvecklingsprogram                     | Human Development Index 2018   | 132 av 189 |